# Olympische Jugend-Sommerspiele 2014/Teilnehmer (Bahrain)
| Gelbes Symbol für Goldmedaillen mit stilisierten Olympischen Ringen | Graues Symbol für Silbermedaillen mit stilisierten Olympischen Ringen | Braundes Symbol für Bronzemedaillen mit stilisierten Olympischen Ringen |
| ------------------------------------------------------------------- | --------------------------------------------------------------------- | ----------------------------------------------------------------------- |
| —                                                                   | 1                                                                     | 1                                                                       |

Die Jugend-Olympiamannschaft aus Bahrain für die II. Olympischen Jugend-Sommerspiele vom 16. bis 28. August 2014 in Nanjing (Volksrepublik China) bestand aus fünf Athleten.

## Athleten nach Sportarten

### Leichtathletik
| Mädchen - Salwa Eid Naser 400 m: Silber 8 × 100 m Mixed: Bronze - Dalila Abdulkadir 1500 m: Bronze 8 × 100 m Mixed: 61. Platz - Fatuma Chebsi 3000 m: 4. Platz 8 × 100 m Mixed: 45. Platz | Jungen - Mohamed Saad Ghali 100 m: 19. Platz 8 × 100 m Mixed: Silber - Abdi Ibrahim Abdo 3000 m: 4. Platz 8 × 100 m Mixed: 34. Platz |